# Курахмаев Магомед Асхабович
Магомед Асхабович Курахмаев (род. 6 июня 1995, село Чиркей, Республика Дагестан, Россия) — российский спортсмен, специализирующийся в ушу-саньда. Мастер спорта России, чемпион Кубка мира, чемпион Европы, многократный победитель российских и международных соревнований.

## Биография
Магомед Курахмаев родился 6 июня 1995 года в селе Чиркей, Республика Дагестан. Является воспитанником спортивной школы «Пять сторон света».

## Спортивная карьера
- Чемпион Кубка мира по ушу-саньда.
- Чемпион Европы.
- Чемпион России.
- Чемпион Дагестана.
- Двукратный чемпион Всероссийского турнира.
- Чемпион первенства Министерства образования и науки Республики Дагестан.
- Чемпион олимпиады «Восток–Запад».
- Чемпион международного турнира.

## Награды и звания
- Лауреат премии по поддержке талантливой молодежи.
- Мастер спорта России по ушу-саньда.